# Бесовиці (Поморське воєводство)
Бесовиці (пол. Biesowice, нім. Beßwitz) — село в Польщі, у гміні Кемпиці Слупського повіту Поморського воєводства.
Населення — 919 осіб (2011).
У 1975-1998 роках село належало до Слупського воєводства.

## Демографія
Демографічна структура станом на 31 березня 2011 року:
|          | Загалом | Допрацездатний вік | Працездатний вік | Постпрацездатний вік |
| -------- | ------- | ------------------ | ---------------- | -------------------- |
| Чоловіки | 468     | 97                 | 351              | 20                   |
| Жінки    | 451     | 100                | 281              | 70                   |
| Разом    | 919     | 197                | 632              | 90                   |